# Немцево (Городокский район)
Немцево — упразднённая деревня в Городокском районе Витебской области Беларуси. Входила в состав Бычихинского сельсовета.
Находилась примерно в 4 верстах к юго-западу от более крупной деревни Рудня.

## Население
- 1999 год — 14 человек[2]